# Holmsjön (Ringamåla socken, Blekinge)
Holmsjön är en sjö i Karlshamns kommun i Blekinge och ingår i Bräkneån-Mieåns kustområde. Sjön är 13 meter djup, har en yta på 0,115 kvadratkilometer och är belägen 97,8 meter över havet.

## Delavrinningsområde
Holmsjön ingår i det delavrinningsområde (624288-144797) som SMHI kallar för Mynnar i Klockarebäcken. Medelhöjden är 98 meter över havet och ytan är 19,8 kvadratkilometer. Det finns inga avrinningsområden uppströms utan avrinningsområdet är högsta punkten. Vattendraget som avvattnar avrinningsområdet har biflödesordning 3, vilket innebär att vattnet flödar genom totalt 3 vattendrag innan det når havet efter 18 kilometer. Avrinningsområdet består mestadels av skog (92 procent). Avrinningsområdet har 0,54 kvadratkilometer vattenytor vilket ger det en sjöprocent på 2,7 procent.